# Lago Ngozi
Il lago Ngozi è il secondo maggiore lago craterico dell'Africa. Si trova nei pressi di Tukuyu, una piccola cittadina sulle colline del distretto di Rungwe, nella regione di Mbeya, della Tanzania meridionale. Si trova all'interno della catena dei monti Poroto, a loro volta parte settentrionale dei monti Kipengere e un bordo della caldera costituisce la vetta più elevata della catena.
Il lago non è soggetto a particolare fluttuazioni del livello e presenta solo lievi differenze dovute alle precipitazioni. La temperatura dell'aria intorno al lago è di circa 18 °C con minime variazioni stagionali.
Sporadicamente, le foreste sono state occupate dai cacciatori Safwa.

## Geologia
La caldera è composta principalmente di lave trachitiche e fonolitiche, dell'Olocene; si è formata durante un'esplosione pliniana che ha generato il deposito di pomici di Kitulo circa 12.000 anni or sono. Altri depositi eruttivi sono il Ngozi Tuff (meno di mille anni fa) e l'Ituwa Surge, un deposito di epoca incerta, intermedio tra le pomici di Kitulo e lo Ngozi Tuff. L'attività piroclastica più recente ha generato un flusso di lava verso sud, che si esteso per 10 km, nel 1450 DC. Il vulcano è circondato da alcuni coni piroclastici, le pareti della caldera sono coperte di foresta, con l'eccezione dei segmenti segnati dalle frane e le falesie più ripide, dove l'acqua non può depositarsi. La parte interna della caldera è colonizzata da Maesa lanceolata, Albizia gummifera e Hagenia abyssinica, un numero di specie molto minore rispetto a quello delle montagne circostanti e compatibile con l'origine geologicamente recente del vulcano. La caldera in sé non è oggetto di attività idrotermale, ma abbondanti emissioni subacquee di CO2 e le leggende locali che parlano di morti misteriose causate dal lago indicano il pericolo di eruzioni di tipo limnico. Il fondo del lago, secondo il tracciato ottenuto con l'ecoscandaglio, è piatto e non presenta terrazzamenti.
Un rapporto del 2013 annunciava che un progetto geotermico sarebbe stato lanciato in prossimità del vulcano, a metà strada tra Ngozi e la città di Mbeya. Il ministero tanzaniano per l'energia e i minerali ha confermato l'inizio dei lavori per il mese di giugno 2016.